# 加賀繁
加賀 繁（かが しげる、1985年4月13日 - ）は、埼玉県新座市出身の元プロ野球選手（投手）。右投右打。現在は横浜DeNAベイスターズのコーチを務める。
ゲーム「がんばれゴエモン」の主人公に風貌が似ているという理由で、チームメイトからは「ゴエモン」の愛称で呼ばれる。

## 経歴

### プロ入り前
川越ボーイズから埼玉平成高時代は三塁手、投手であり、甲子園出場経験はなかった。
関甲新学生野球連盟の上武大学に入学後に投手に転向、石川俊介と共に活躍。大学4年の秋季リーグではMVPを獲得した。出場した神宮大会では本塁打も放つ。
大学卒業後は住友金属鹿島に入社。1年目は春のJABA四国大会でチーム優勝に貢献しMVPを獲得した。第79回都市対抗野球大会に日立製作所の補強選手として初出場し、リリーフで登板。第35回社会人野球日本選手権では先発登板したが、3イニングを被安打5、4失点。翌年も第80回都市対抗野球大会に富士重工業の補強選手として2年連続出場するが登板機会はなかった。
2009年10月29日、プロ野球ドラフト会議で、横浜ベイスターズの2位指名を受け入団。11月16日に契約金8000万円、年俸1200万円（金額は推定）で契約した。

### 横浜・DeNA時代

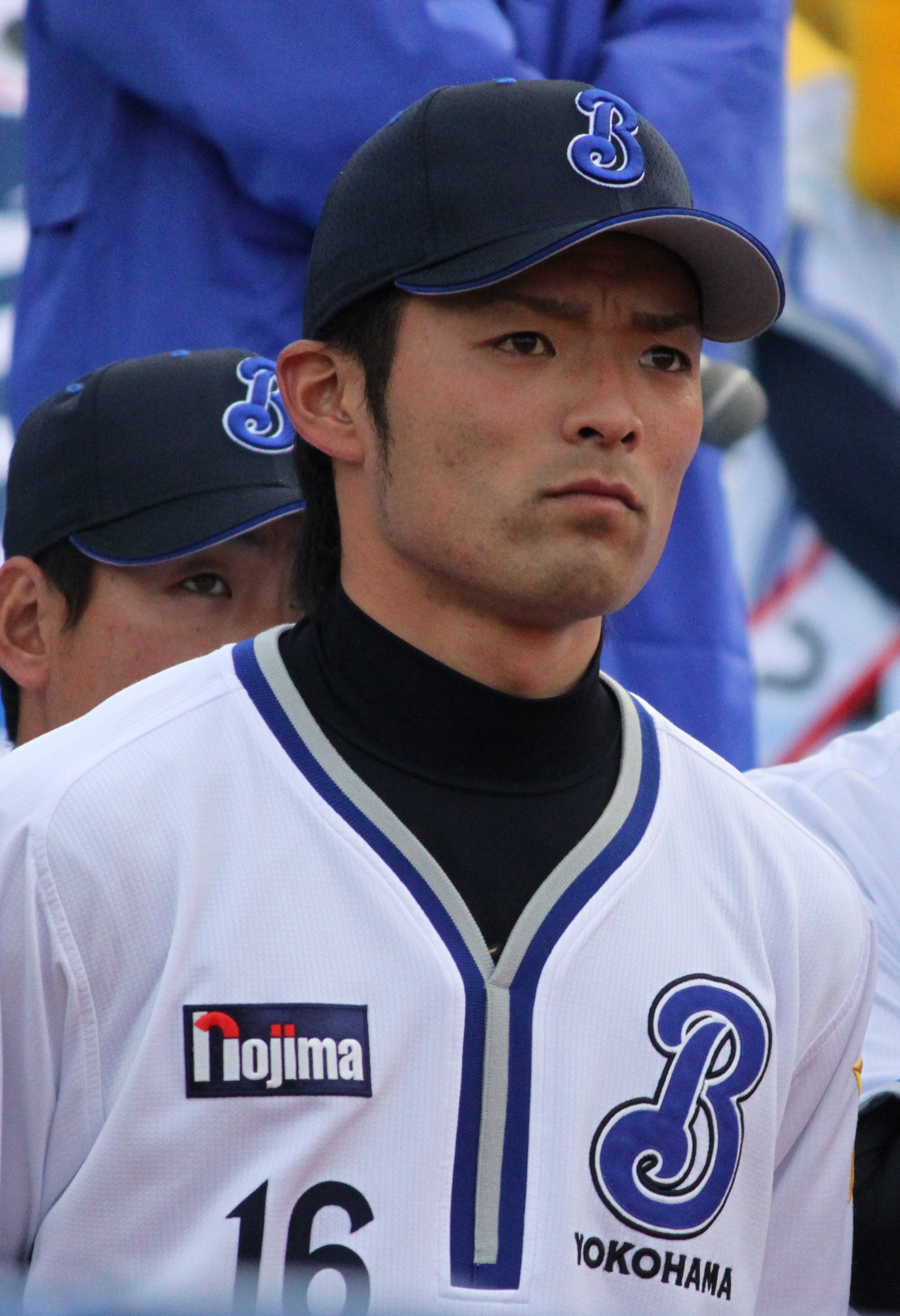
横浜時代（2010年）

2010年、4月25日の対東京ヤクルトスワローズ戦に先発し、5回1失点でプロ初勝利を挙げ、初のお立ち台に立っている。その後シーズン終了まで先発ローテーションの一角を担い防御率3.66をマークしたが、打線の援護に恵まれず3勝12敗と大きく負け越した。10月には台湾で開催された第17回IBAFインターコンチネンタルカップの日本代表に選ばれた。
2011年、牛田成樹が開幕前に離脱した影響もあって中継ぎへ転向した。その後、牛田の復帰後に再び先発に戻ったが、6月25日に右肩痛で一軍登録を外れ、9月に復帰し、前年を上回る4勝をマーク。
2012年、牛田と江尻慎太郎の離脱によりこの年も開幕から中継ぎで起用され、61試合で防御率2.86と安定した成績を残した。オフの11月6日に、「侍ジャパンマッチ2012「日本代表 VS キューバ代表」」の日本代表が発表され代表入りした。
2013年、開幕直前に先発投手陣が手薄となり、先発への再転向という話も出たが、結局中継ぎで起用された。しかし調子が上がらず、右のワンポイントやビハインドの場面での登板が目立つようになる。8月に不調で一軍登録を抹消され、前年を下回る成績に終わった。
2014年、先発に再転向するが、3試合で防御率10.80と結果を出せず、結局中継ぎに戻ることになった。中継ぎでは昨年同様、右のワンポイント中心に起用され、救援成績は34試合の登板で25回を投げ、2勝・13ホールド・防御率1.80・WHIP0.92と安定した成績を残した。
2015年、開幕直後はまずまずのピッチングを続けていたものの、4月12日の中日ドラゴンズ戦でエクトル・ルナにサヨナラタイムリーを打たれると調子を崩し二軍落ちをした。再昇格をするも、6月4日の福岡ソフトバンクホークス戦で1回4失点と炎上し、その後の一軍登板はなかった。
2016年、開幕から二軍生活が続いていたが、7月11日に一軍登録され、シーズン終了まで主に右のワンポイントとして起用された。
2017年、開幕二軍も5月4日に一軍登録され、5月7日にシーズン初登板。この年は33試合に登板し、2勝0敗10ホールドを挙げるも、防御率4.44と安定感に欠けた。
2018年、開幕から9月9日までの時点で一軍8試合に登板し、防御率8.38、10日、球団から現役引退が発表され、14日に球団事務所で記者会見を行い「悔いがないかと言われれば多少なりとも残っているが、少しホッとした気持ちもある」と心境を語った。二軍では23試合に登板し、防御率0.00を記録した。21日には引退試合が行われた。中日との24回戦に先発登板し、先頭打者の平田良介を三振に抑えて降板した。その後を受け継いだ京山将弥は8回2/3を1失点で投げ切り、チームは9-1で快勝。加賀の引退を勝利で飾った。12月2日、自由契約公示された。

### 引退後
DeNAの球団職員に転身し、野球振興部員として働いている。2021年からは対阪神タイガース専門のスコアラーとして活動。
2024年はトレーニング部門のファームS&Cを務めた。
2025年シーズンからは一軍・二軍の区別のない投手コーチ補佐に就任する。背番号は当初「70」とされていたが、後から入団が発表された辻俊哉にこの番号が割り当てられたため、「87」に改められた。

## 選手としての特徴
深く沈み込むような独特のサイドスローから投げる平均球速138km/h、最速149km/hのストレートとスライダー、シンカーが持ち味、稀にフォークを投げる。右打者に対してはスライダーが効果的で無類の強さを発揮する一方、2011年以降は被打率が悪化している左打者に対しての投球が課題であった。ただし、キャリア晩年の2016年、2017年に関しては右打者よりも左打者に対して好成績を残している。
ウラディミール・バレンティンとの相性がよく、通算成績は.124で、24打数3安打に抑えていた。そのバレンティンは加賀の引退を記念し作成された動画でコメントを寄せた。

## 詳細情報

### 年度別投手成績
| 年 度    | 球 団     | 登 板 | 先 発 | 完 投 | 完 封 | 無 四 球 | 勝 利 | 敗 戦 | セ 丨 ブ | ホ 丨 ル ド | 勝 率 | 打 者 | 投 球 回 | 被 安 打 | 被 本 塁 打 | 与 四 球 | 敬 遠 | 与 死 球 | 奪 三 振 | 暴 投 | ボ 丨 ク | 失 点 | 自 責 点 | 防 御 率 | W H I P |
| -------- | --------- | ----- | ----- | ----- | ----- | -------- | ----- | ----- | -------- | ----------- | ----- | ----- | -------- | -------- | ----------- | -------- | ----- | -------- | -------- | ----- | -------- | ----- | -------- | -------- | ------- |
| 2010     | 横浜 DeNA | 27    | 24    | 0     | 0     | 0        | 3     | 12    | 0        | 1           | .200  | 620   | 145.0    | 165      | 15          | 28       | 3     | 7        | 83       | 1     | 1        | 67    | 59       | 3.66     | 1.33    |
| 2011     | 横浜 DeNA | 29    | 9     | 0     | 0     | 0        | 4     | 3     | 0        | 3           | .571  | 291   | 70.2     | 72       | 8           | 11       | 2     | 2        | 51       | 0     | 0        | 28    | 28       | 3.57     | 1.17    |
| 2012     | 横浜 DeNA | 61    | 0     | 0     | 0     | 0        | 0     | 2     | 0        | 26          | .000  | 175   | 44.0     | 34       | 4           | 11       | 2     | 2        | 45       | 0     | 0        | 14    | 14       | 2.86     | 1.02    |
| 2013     | 横浜 DeNA | 48    | 0     | 0     | 0     | 0        | 1     | 4     | 0        | 9           | .200  | 153   | 34.0     | 40       | 4           | 10       | 5     | 4        | 33       | 0     | 0        | 16    | 15       | 3.97     | 1.47    |
| 2014     | 横浜 DeNA | 37    | 3     | 0     | 0     | 0        | 2     | 1     | 1        | 13          | .667  | 160   | 38.1     | 37       | 6           | 8        | 1     | 3        | 26       | 0     | 0        | 21    | 21       | 4.93     | 1.17    |
| 2015     | 横浜 DeNA | 9     | 0     | 0     | 0     | 0        | 0     | 0     | 0        | 3           | ----  | 37    | 8.0      | 11       | 2           | 3        | 0     | 0        | 6        | 0     | 0        | 7     | 7        | 7.88     | 1.75    |
| 2016     | 横浜 DeNA | 26    | 0     | 0     | 0     | 0        | 0     | 0     | 0        | 6           | ----  | 75    | 16.2     | 19       | 2           | 6        | 0     | 1        | 17       | 0     | 0        | 10    | 10       | 5.40     | 1.50    |
| 2017     | 横浜 DeNA | 33    | 0     | 0     | 0     | 0        | 2     | 0     | 0        | 10          | 1.000 | 115   | 26.1     | 29       | 4           | 7        | 2     | 0        | 20       | 0     | 0        | 15    | 13       | 4.44     | 1.37    |
| 2018     | 横浜 DeNA | 9     | 1     | 0     | 0     | 0        | 0     | 0     | 0        | 1           | ----  | 43    | 10.0     | 14       | 2           | 0        | 0     | 0        | 9        | 0     | 0        | 9     | 9        | 8.10     | 1.40    |
| NPB：9年 | NPB：9年  | 279   | 37    | 0     | 0     | 0        | 12    | 22    | 1        | 72          | .353  | 1669  | 393.0    | 421      | 47          | 84       | 15    | 19       | 290      | 1     | 1        | 187   | 176      | 4.03     | 1.28    |

- 各年度の太字はリーグ最高
- 横浜（横浜ベイスターズ）は、2012年にDeNA（横浜DeNAベイスターズ）に球団名を変更

### 記録
投手記録
- 初登板：2010年3月26日、対阪神タイガース1回戦（京セラドーム大阪）、5回裏に2番手で救援登板、1回1/3を無失点[18]
- 初奪三振：同上、5回裏に鳥谷敬から見逃し三振[18]
- 初先発：2010年4月4日、対東京ヤクルトスワローズ3回戦（明治神宮野球場）、4回2/3を1失点[19]
- 初勝利：2010年4月25日、対東京ヤクルトスワローズ6回戦（横浜スタジアム）、5回1失点[20]
- 初ホールド：2010年7月9日、対阪神タイガース8回戦（阪神甲子園球場）、4回裏に2番手で救援登板、4回無失点[21]
- 初セーブ：2014年7月25日、対東京ヤクルトスワローズ12回戦（明治神宮野球場）、9回裏2死に5番手で救援登板・完了、1/3回を無失点

打撃記録
- 初打席：2010年3月31日、対読売ジャイアンツ2回戦（横浜スタジアム）、3回裏に西村健太朗から遊ゴロ
- 初安打：2010年4月10日、対広島東洋カープ2回戦（横浜スタジアム）、4回裏に小松剛から左前安打[22]

### 背番号
- 16（2010年 - 2018年）
- 87（2025年 - ）

### 登場曲
- LADY GAGA 「Born This Way」
- FUNKY MONKEY BABYS 「あとひとつ」（2013年 - 2014年・2016年）
- GReeeeN 「ビリーヴ」（2015年）
- ビーグルクルー「小さなヒーロー」（2017年 - 2018年）